# JUMP MAN
「JUMP MAN」（ジャンプマン）は、日本の女性アイドルグループ、チームしゃちほこの11枚目のシングル。2018年2月28日にunBORDE/ワーナーミュージック・ジャパンから発売された。

## 概要
前作「ULTRA 超 MIRACLE SUPER VERY POWER BALL」より1年半ぶりとなるシングル。通常盤（CDのみ）、初回限定盤A（CDのみ）、初回限定盤B（CD+Blu-ray）、数量生産限定盤（CD+Blu-ray）、バンドル盤（CDのみ）のの5形態で発売。

## 収録曲

### 通常盤
CD
1. JUMP MAN
作詞・作曲・編曲：浅野尚志
2. カラカラ
作詞・作曲・編曲：杉山勝彦
3. 雨天決行
作詞・作曲・編曲：浅野尚志
4. JUMP MAN（Off Vocal Ver.）
5. カラカラ（Off Vocal Ver.）
6. 雨天決行（Off Vocal Ver.）

### 初回限定盤A
CD
1. JUMP MAN
2. カラカラ
3. セイジンユニバース
作詞：SAKRA / 作曲：youth case / 編曲：SAKRA
4. JUMP MAN（Off Vocal Ver.）
5. カラカラ（Off Vocal Ver.）
6. セイジンユニバース（Off Vocal Ver.）

### 初回限定盤B
CD
1. JUMP MAN
2. カラカラ
3. 雨天決行
4. JUMP MAN（Off Vocal Ver.）
5. カラカラ（Off Vocal Ver.）
6. 雨天決行（Off Vocal Ver.）

Blu-ray
1. ピザです！（乙女祭り2017@Zepp Namba）
2. ちぐはぐ・ランナーズ・ハイ（野郎NIGHT2017@Zepp Namba）あたし、やんちゆ！～やんちゆ寸劇MC集～（野郎NIGHT2017@Zepp Namba）
3. なくしもの（野郎NIGHT2017@Zepp Namba）
4. OVERTURE（SPRING TOUR2017 おわりとはじまり～#ナゴヤの大逆襲～＠Zepp Nagoya）
5. START（SPRING TOUR2017 おわりとはじまり～#ナゴヤの大逆襲～＠Zepp Nagoya）
6. Kissy-麺（SPRING TOUR2017 おわりとはじまり～#ナゴヤの大逆襲～＠Zepp Nagoya）
7. プロフェッショナル思春期（SPRING TOUR2017 おわりとはじまり～#ナゴヤの大逆襲～＠Zepp Nagoya）

### 数量生産限定盤
CD
1. JUMP MAN
2. カラカラ
3. 雨天決行
4. JUMP MAN（Off Vocal Ver.）
5. カラカラ（Off Vocal Ver.）
6. 雨天決行（Off Vocal Ver.）

Blu-ray
しゃちサマ2017～どどん～＠愛知県芸術劇場

### バンドル盤
CD
1. JUMP MAN
2. Wake Up Up
作詞：ウオヒコ / 作曲：invisible manners / 編曲：シライシ紗トリ